# Thelephorales
Thelephorales là một bộ nấm trong lớp Agaricomycetes. Các loài nấm trong bộ Thelephorales đều thuộc dạng nấm ngoại cộng sinh (ectomycorrhizal). Về công dụng trong đời sống, loài Sarcodon imbricatus có thể dùng làm thực phẩm và được bán tại các cửa hàng, một số loài khác được dùng làm thuốc nhuộm.

## Môi trường sống và phân bố
Các loài trong bộ nấm này phát triển nhờ quan hệ cộng sinh với rễ cây và có phạm vi phân bố trên toàn cầu. Theo một thống kê năm 2008, bộ Thelephorales có 18 chi, tương ứng với trên 250 loài.

## Hình ảnh

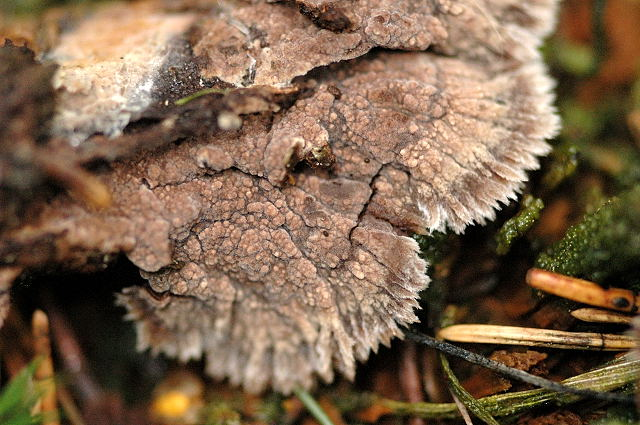
Thelephora terrestris (Thelephoraceae)
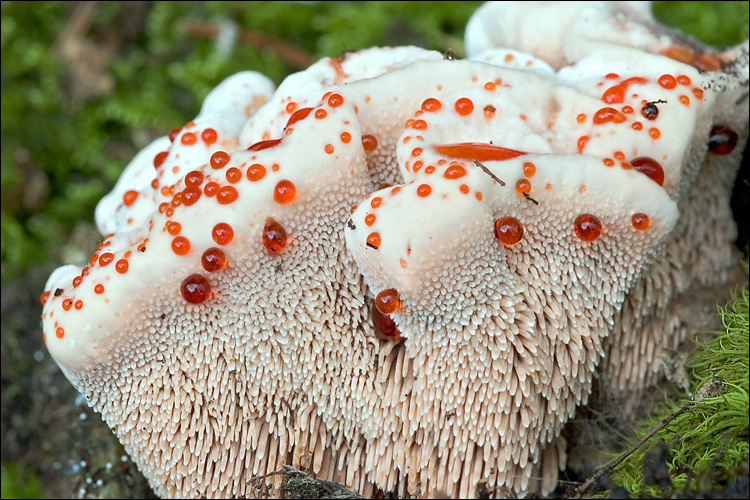
Hydnellum ferrugineum (Bankeraceae)
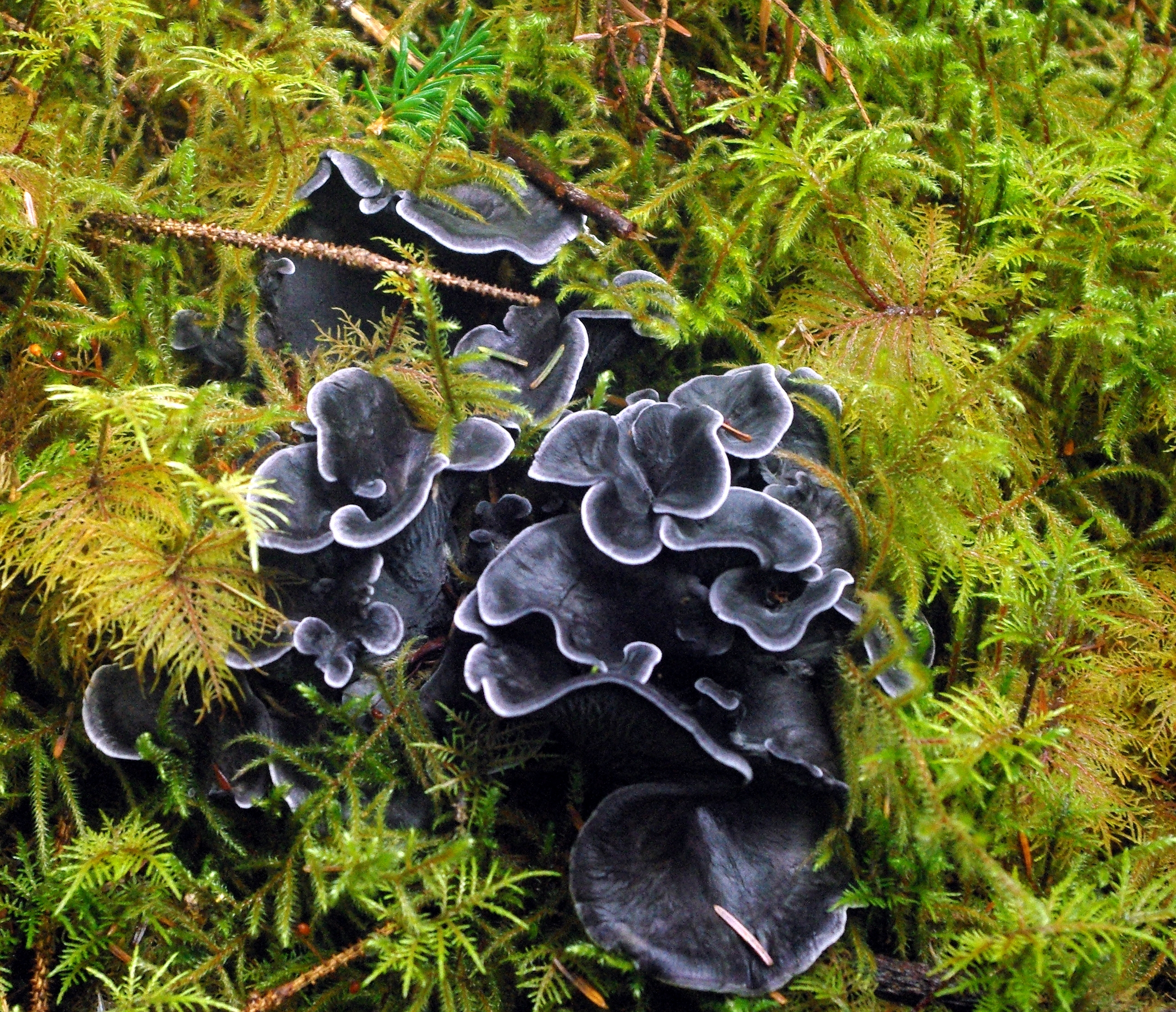
Polyozellus multiplex (Thelephoraceae)